# Dyschirus interior
Dyschirus interior är en skalbaggsart som beskrevs av Henry Clinton Fall. Dyschirus interior ingår i släktet Dyschirus och familjen jordlöpare. Inga underarter finns listade i Catalogue of Life.